# HD 12661
HD 12661是一顆位於白羊座的黃矮星，它的質量和體積稍高於太陽。它的年齡約70億年，已知有兩顆系外行星存在。

## 恆星狀態
HD 12661的視星等是7.42，必須以口徑6公分以上望遠鏡觀測。視差方式量測它和地球的距離是114光年（35秒差距），誤差範圍是±2光年。它的光譜類型是G6 V，屬於核心正在進行氫融合的主序星。它的表面有效溫度大約5,754 K，因此是屬於呈黃色的G型恆星。根據恆星結構模型，它的半徑大約是太陽的107%到112%，質量則大約是太陽的107%到110%。
恆星年齡越大，它的自轉速度會逐漸降低，並且在色球中的磁場強度也會下降。因此量測來自色球的發射線可以量測恆星的年齡，尤其是年齡少於20億年的光譜類型F和G型的主序星。不過這個技術對於年齡56億年以上恆星時精確度較差。基於來自色球的發射線量測，HD 12661年齡比太陽老，約70億年。它的投影自轉速度是相當低的1.20 km/s，代表它是一顆較老的恆。天文學家同時也使用在恆星核心內核融合時會被摧毀的元素鋰的含量來測定年齡，但它的精確度較差；鋰含量測定的結果大約是44億年。
在天文學上氫和氦以外的元素都稱為金屬，而HD 12661的金屬量異常地高於太陽。高金屬量恆星已被發現和擁有多顆行星的行星系有統計上的相關性。這可能是因為系統中有行星離開了軌道，最後遭到恆星吞噬，使恆星表面金屬量偏高。

## 行星系統
該恆星旁於2001年由利克天文台和凱克天文台以精準的徑向速度變化量測發現第一顆系外行星。徑向速度的週期性變化讓天文學家可以此測定行星的軌道週期和質量下限。第二顆行星則是相同團隊在2年後發現，兩顆行星的質量都高於木星。
這個系統在動力學上是不穩定的。這個系統是在相對罕見的狀態下存在或者有另一顆未知的行星影響了徑向速度觀測值，使已觀測到的行星軌道離心率演化。
| 成員 (依恆星距離) | 质量            | 半長軸 (AU)   | 轨道周期 (天)   | 離心率          | 傾角 | 半径 |
| ----------------- | --------------- | ------------- | --------------- | --------------- | ---- | ---- |
| b                 | >2.30 ± 0.19 MJ | 0.831 ± 0.048 | 262.709 ± 0.083 | 0.3768 ± 0.0077 | —    | —    |
| c                 | >1.92 ± 0.16 MJ | 2.90 ± 0.17   | 1708 ± 14       | 0.031 ± 0.022   | —    | —    |

## 外部連結
- . The Extrasolar Planets Encyclopaedia.   [2006-04-14]. （原始内容存档于2012-05-05）.
- . California & Carnegie Planet Search.   [2006-04-14]. （原始内容存档于2018-10-06）.
- Extrasolar Planet Interactions（页面存档备份，存于） by Rory Barnes & Richard Greenberg, Lunar and Planetary Lab, University of Arizona
- Local Sky Map
- Image HD12661